# Hapalemur meridionalis
Hapalemur meridionalis is een zoogdier uit de familie van de maki's (Lemuridae). De wetenschappelijke naam van de soort werd voor het eerst geldig gepubliceerd door Warter et al. in 1987. De soort wordt ook wel beschouwd als een ondersoort van de grijze halfmaki, Hapalemur griseus meridionalis.

## Leefgebied
Over Hapalemur meridionalis is qua leefgebied weinig bekend. Ze werden waargenomen in aangetaste stukken bos nabij water, waarin vooral reizigersbomen (Ravenala madagascariensis) en schroefpalmen (Pandanus) groeiden en slechts kleine perkjes met bamboe.

## Bedreigingen
Hapalemur meridionalis wordt bedreigd door de vernietiging van zijn leefgebied. Een belangrijke oorzaak is de zwerflandbouw (slash-and-burn) voor de verbouw van hennep en verder de productie van houtskool en mijnbouw van titanium. Ook de jacht is een bedreigende factor. Daarom staat Hapalemur meridionalis als een kwetsbare diersoort op de Rode Lijst van de IUCN.